# Loxogramme buettneri
Loxogramme buettneri är en stensöteväxtart som först beskrevs av Oskar Kuhn, och fick sitt nu gällande namn av Carl Frederik Albert Christensen. Loxogramme buettneri ingår i släktet Loxogramme och familjen Polypodiaceae. Inga underarter finns listade.